# 11196 Michanikos
11196 Michanikos (1999 BO9) là một tiểu hành tinh vành đai chính được phát hiện ngày 22 tháng 1 năm 1999 bởi J. Broughton ở Reedy Creek.